# اوراوویتسا (پرشوو)
اوراوویتسا (به صربی: Oraovica) یک منطقهٔ مسکونی در صربستان است که در پریچو واقع شده‌است. اوراوویتسا ۱۷٫۳۵ کیلومتر مربع مساحت و ۳٬۷۷۴ نفر جمعیت دارد.